# アーニャ・スパソイエビッチ
アニャ・スパソイェヴィッチ（セルビア語: Ања Спасојевић、1983年7月4日 - ）は、セルビアの元女子バレーボール選手。ベオグラード（当時はユーゴスラビア社会主義連邦共和国）出身。元セルビア代表。
「東欧の至宝」と称された。

## 来歴
卓越した身体能力からキレのあるジャンプサーブをするウイングスパイカー。セルビア・モンテネグロ代表で出場した2006年世界選手権では銅メダル獲得の立役者となり、イェレナ・ニコリッチの対角を見事に務めイヴァナ・ジェリシロと共にセルビアの両翼を担った。
2007年も代表として欧州選手権ではコンディションが悪い中レギュラーで出場し、準優勝に貢献した。しかしその後は怪我を理由に代表を辞退しワールドカップには出場しなかった。
2007年を最後に突如代表から引退した。その若すぎる決断に多くの憶測が飛び交い一時スキャンダルを巻き起こした。。
2011-2012シーズンはフランスリーグの強豪RCカンヌでフランスリーグを制覇、欧州チャンピオンズリーグでは並みいる強豪を破り準優勝に輝いた。

## 球歴
- 世界選手権 - 2006年（銅メダル）
- 欧州選手権 - 2007年（準優勝）

## 所属クラブ
- OK ツルヴェナ･ズヴェズダ･ベオグラード（1998-2004年）
- アシステル・ノヴァーラ（2004-2007年）
- ヴォレロ・チューリヒ（2007-2008年）
- フェネルバフチェ・アジュバデム（2008-2009年）
- ウニベルシチェート･ベルゴロド（2009-2010年）
- RCカンヌ（2010-2012年）
- ユニバーサル・バレー・モデナ（2012-2013年）
- Ufimochka-UGNTU（2013年）
- ディナモ・クラスノダール（2013-2014年）